# Christina Aguchi
Christina Aguchi (Los Ángeles, California; 26 de mayo de 1986) es una bailarina exótica y actriz pornográfica estadounidense de ascendencia china y vietnamita.
Ingresó en la industria del porno en 2006 y apareció en más de 110 películas antes de retirarse en 2013. Aguchi es cinturón negro en Tae Kwon Do y ganó una medalla de bronce en las Olimpiadas Junior.